# واشینگتن هایتس (ویرجینیای غربی)
واشینگتن هایتس (به انگلیسی: Washington Heights) یک منطقهٔ مسکونی در ایالات متحده آمریکا است که در شهرستان بونی، ویرجینیای غربی واقع شده‌است.